# Tennis Napoli Cup 2022
Il Tennis Napoli Cup 2022 è stato un torneo di tennis maschile facente parte del circuito ATP Tour 250 nell'ambito dell'ATP Tour 2022. Si è disputato dal 17 al 23 ottobre 2022 in un campo appositamente costruito alla Rotonda Diaz sul lungomare di Napoli, presso tre campi in cemento del Tennis Club Napoli, e per dei problemi relativi alla costruzione dei campi in cemento, i round di qualificazioni e anche i primi round di doppio si sono svolti presso i campi del Tennis Club Pozzuoli.
Nel 2022 è passato dall'essere un evento dell'ATP Challenger Tour ad un evento ATP Tour 250 poiché si tratta di uno dei sei tornei svoltisi a settembre e ottobre 2022 ai quali sono state concesse le licenze ATP 250 per un singolo anno a causa della cancellazione dei tornei ATP in Cina e in Russia.
Dal 2024 fa di nuovo parte del circuito ATP Challenger Tour.

## Organizzazione
Il torneo ha avuto diversi problemi organizzativi, soprattutto con riguardo alla scarsa qualità dei campi da gioco in materiale sintetico, che sono stati costruiti per l’occasione. Alcuni terreni sono stati posati sopra ai campi di terra rossa del Tennis Club Napoli. I campi, sin da prima dell'inizio del torneo si sono visibilmente rovinati, con increspature e avvallamenti che non consentivano lo svolgimento regolare delle partite, con il terreno del campo che in alcuni casi si sfaldava sotto i piedi dei tennisti. Circostanza che ha comportato l'annullamento, la spospensione e lo spostamento in altro luogo di diversi incontri, alcuni dei quali poi disputati presso i campi del Tennis Club Pozzuoli, originariamente non compresi nel programma. I disagi sono state riprese dalla stampa internazionale ed hanno causato le proteste dei tifosi.
Le condizioni di sicurezza dei campi sono state ritenute inadeguate dagli sportivi per via della scivolosità del terreno. Alcuni tennisti si sono lamentati con gesti plateali, tra cui l'italiano Fabio Fognini, che ha chiesto l'intervento del supervisor, e il francese Corentin Moutet, che ha deciso di ritirasi durante gli ottavi di finale.
Il tennista Andreas Seppi ha chiesto di poter partecipare al tabellone principale del torneo con una wild card per chiudere la carriera in un torneo di casa, ma gli organizzatori hanno respinto la sua richiesta.

## Partecipanti al singolare

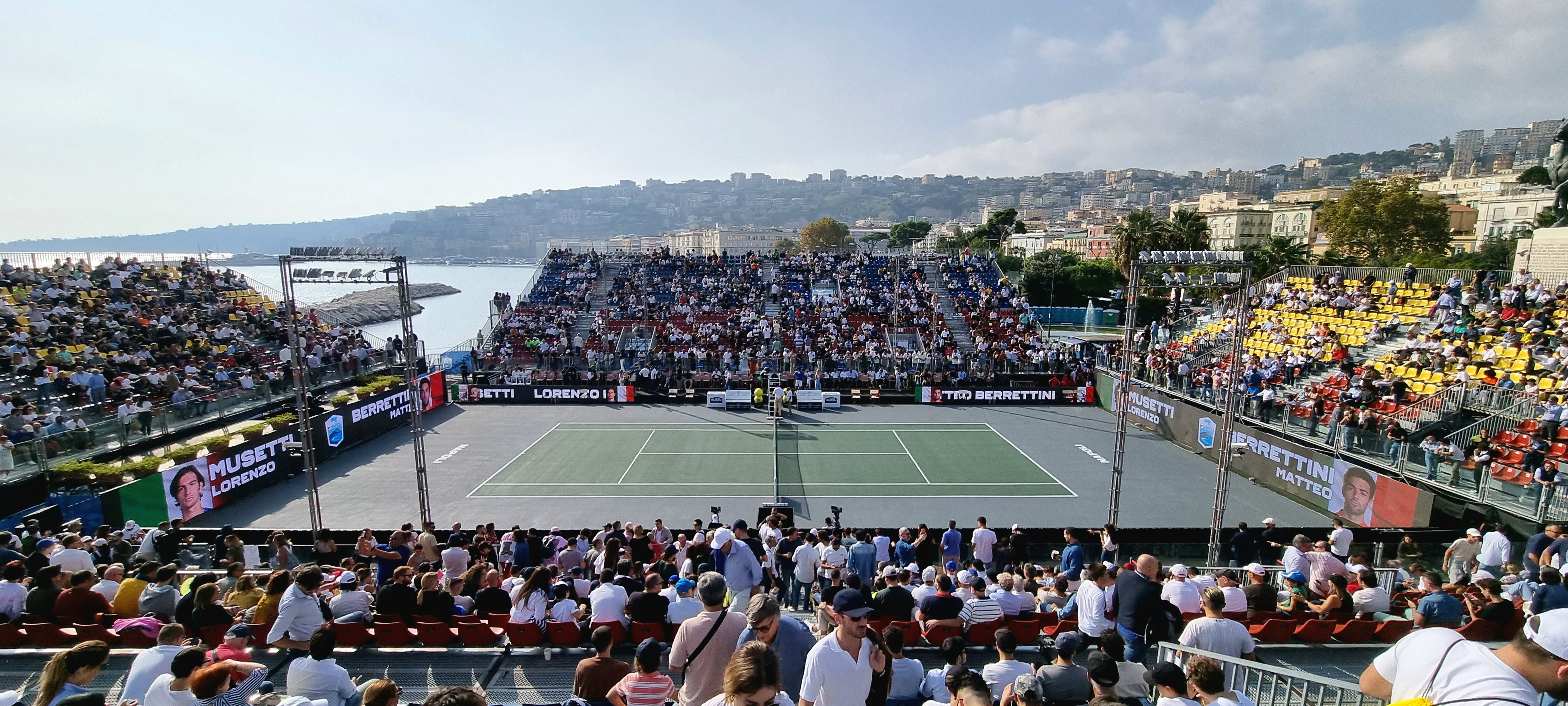
L'Arena del Tennis, campo principale del torneo

### Teste di serie
| Nazionale | Giocatore             | Ranking* | Testa di serie |
| --------- | --------------------- | -------- | -------------- |
| Spagna    | Pablo Carreño Busta   | 15       | 1              |
| Italia    | Matteo Berrettini     | 16       | 2              |
| Spagna    | Roberto Bautista Agut | 22       | 3              |
| Italia    | Lorenzo Musetti       | 28       | 4              |
| Serbia    | Miomir Kecmanović     | 32       | 5              |
| Argentina | Sebastián Báez        | 35       | 6              |
| Spagna    | Albert Ramos Viñolas  | 40       | 7              |
| Francia   | Adrian Mannarino      | 44       | 8              |

* Ranking al 10 ottobre 2022.

### Altri partecipanti
I seguenti giocatori hanno ricevuto una wildcard per il tabellone principale:
- Matteo Berrettini
- Flavio Cobolli
- Luca Nardi

I seguenti giocatori sono passati dalle qualificazioni:

- Nicolás Jarry
- Zhang Zhizhen
- Francesco Passaro
- Borna Gojo

### Ritiri
Prima del torneo
- Alejandro Davidovich Fokina → sostituito da  Bernabé Zapata Miralles
- Gaël Monfils → sostituito da  Nuno Borges
- Brandon Nakashima → sostituito da  Hugo Grenier
- Andrej Rublëv → sostituito da  Tarō Daniel

## Partecipanti al doppio

### Teste di serie
| Nazionale | Giocatore      | Nazionale   | Giocatore            | Ranking* | Testa di serie |
| --------- | -------------- | ----------- | -------------------- | -------- | -------------- |
| Croazia   | Ivan Dodig     | Stati Uniti | Austin Krajicek      | 48       | 1              |
| Italia    | Simone Bolelli | Italia      | Fabio Fognini        | 51       | 2              |
| Australia | Matthew Ebden  | Australia   | John Peers           | 52       | 3              |
| Brasile   | Rafael Matos   | Spagna      | David Vega Hernández | 67       | 4              |

* Ranking al 10 ottobre 2022.

### Altri partecipanti
Le seguenti coppie di giocatori hanno ricevuto una wildcard per il tabellone principale:
- Stefano Napolitano /  Andrea Pellegrino
- Francesco Maestrelli /  Francesco Passaro

## Punti
| Evento    | V   | F   | SF | QF | 2T | 1T   | Q    | Q2   | Q1   |
| Singolare | 250 | 150 | 90 | 45 | 20 | 0    | 12   | 6    | 0    |
| Doppio    | 250 | 150 | 90 | 45 | 0  | N.D. | N.D. | N.D. | N.D. |

## Montepremi
| Evento    | V       | F       | SF      | QF      | 2T      | 1T     | Q2     | Q1     |
| Singolare | $93,090 | $54,300 | $31,925 | $18,495 | $10,740 | $6,565 | $3,280 | $1,790 |
| Doppio*   | $32,340 | $17,300 | $10,150 | $5,670  | $3,340  | N.D.   | N.D.   | N.D.   |

* per team

## Campioni

### Singolare
Lorenzo Musetti ha sconfitto in finale  Matteo Berrettini con il punteggio di 7–6(5), 6-2.
• È il secondo titolo in carriera e in stagione per Musetti.

### Doppio
Ivan Dodig /  Austin Krajicek hanno sconfitto in finale  Matthew Ebden /  John Peers con il punteggio di 6-3, 1-6, [10-8].